# 18. század
Évtizedek: 1700-as évek 1710-es évek 1720-as évek 1730-as évek 1740-es évek 1750-es évek 1760-as évek 1770-es évek 1780-as évek 1790-es évek
A 18. század az 1701–1800 közötti éveket foglalja magába.

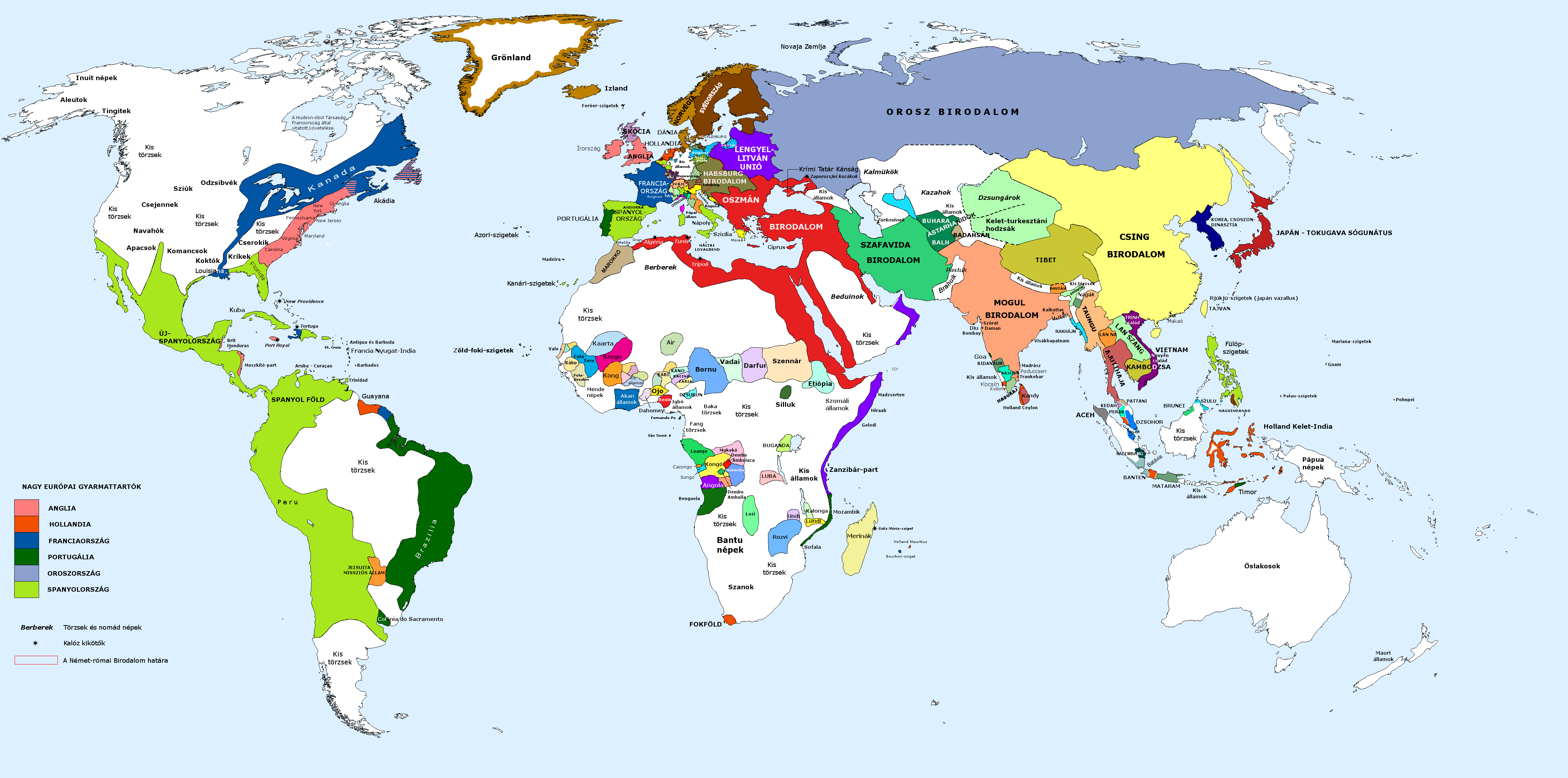
A világ 1700 körül

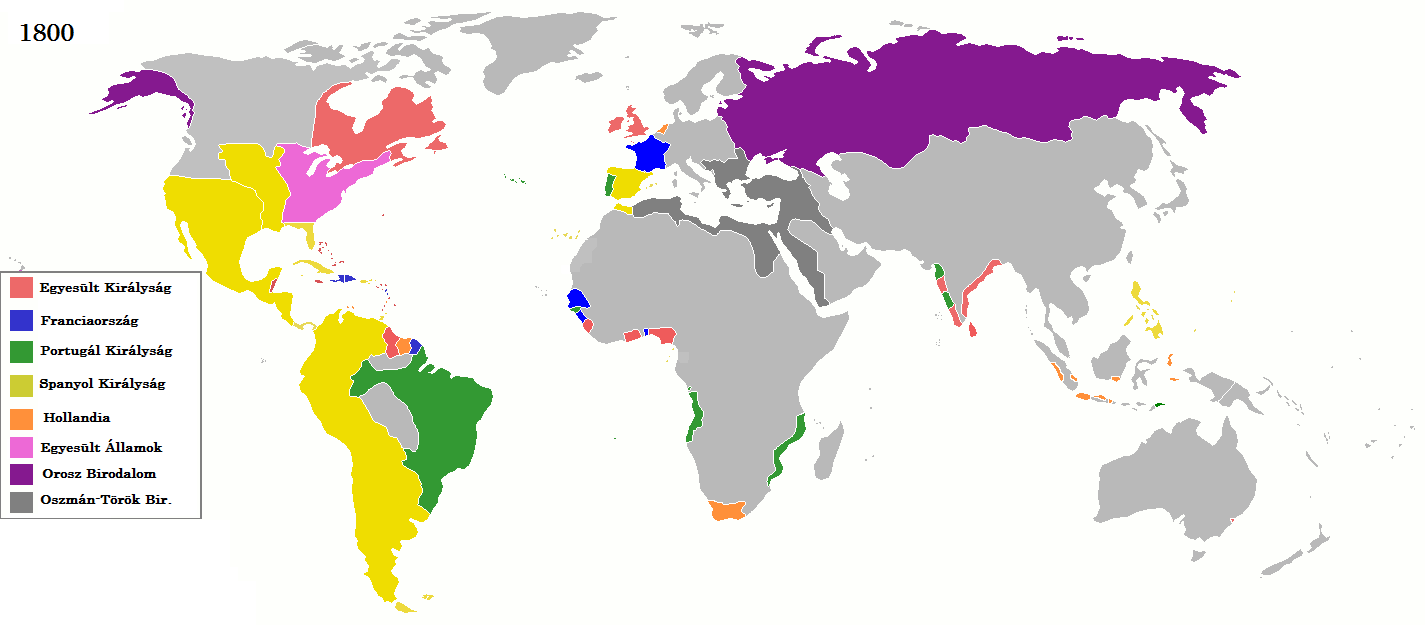
A fő hódító hatalmak és területeik 1800-ban

## Események

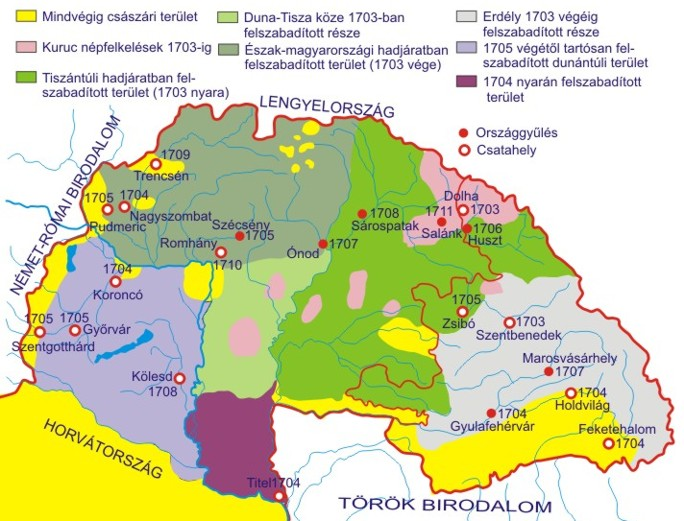
A Rákóczi-szabadságharc

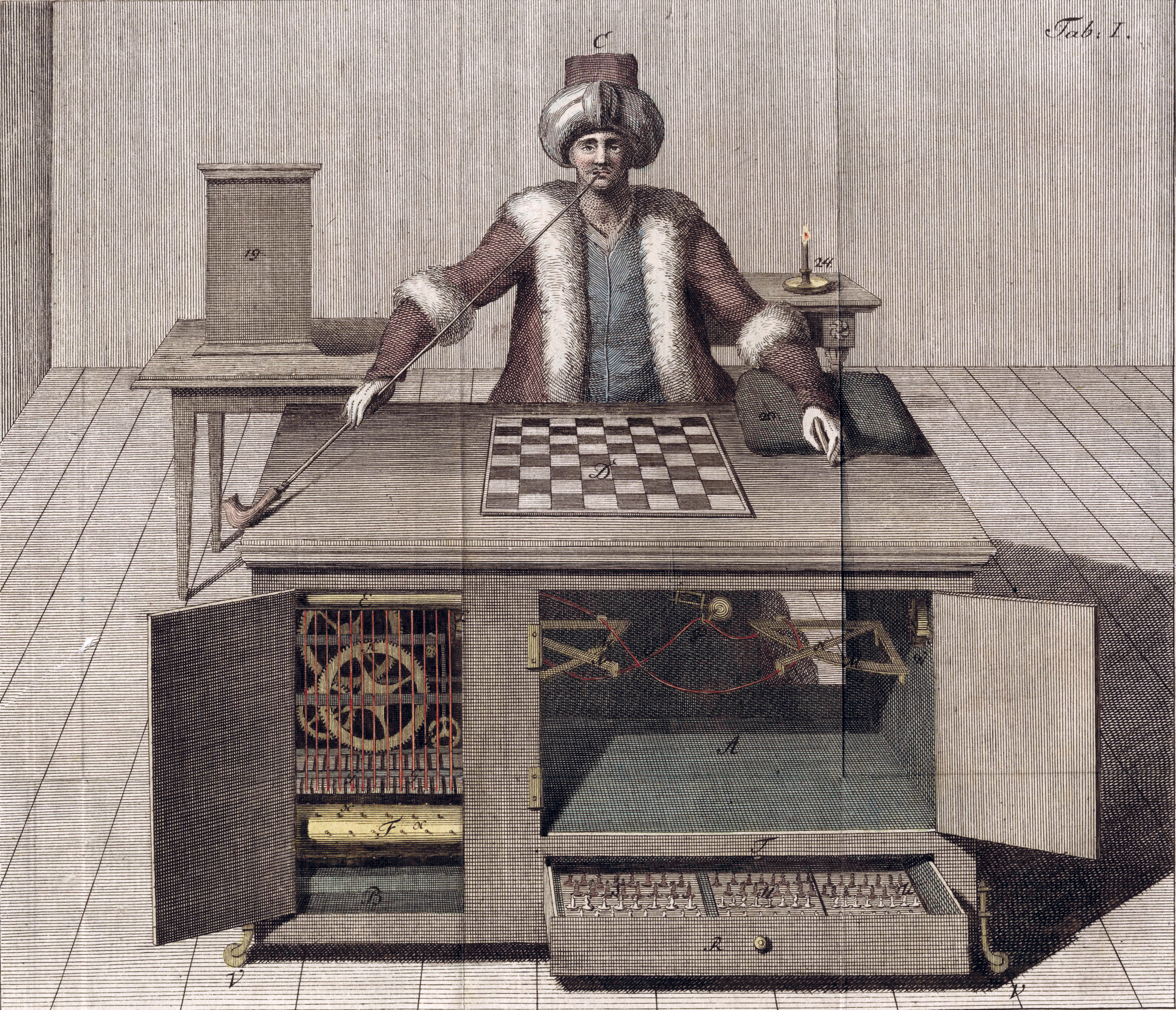
Kempelen Farkas találmánya:
"Török" nevű sakkozógépe

### Magyarság
- 1703–11: A Rákóczi-szabadságharc
  - 1705: Szécsényi országgyűlés – a kuruc rendek első magyarországi gyűlése
  - 1707: Ónodi országgyűlés
  - 1708: Trencséni csata – szabadságharc egyik legjelentősebb, a kurucok katasztrofális vereségével végződő csatája
  - 1708: Sárospataki országgyűlés – a szabadságharc utolsó országgyűlése
  - 1710: Romhányi csata – a szabadságharc egyik utolsó fő csatája
  - 1711: A szatmári béke megkötésével az abszolutizmus megszilárdul Magyarországon és Erdélyben.
- 1711: III. Károly uralkodásának kezdete (vége 1740)
- 1717: Az utolsó tatárjárás Magyarországon – Erdélybe és Máramarosba betört krími és dobrudzsai tatárok dúlása
- 1718: A Habsburg–török és velencei-török háborút lezáró pozsareváci béke aláírásának következtében a történelmi Magyar Királyság területén megszűnt a török uralom
- 1723: Pragmatica sanctio – elfogadják a nőági örökösödést a trónon
- 1723: A Magyar Királyi Helytartótanács felállítása
- 1731: Carolina resolutio – határozat a protestáns egyházi viszonyok és vallásgyakorlás szabályozására
- 1735: II. Rákóczi Ferenc halála Rodostóban
- 1735: Szegedinác Péró vezette felkelés
- 1740: Mária Terézia uralkodásának kezdete (vége: 1780)
- 1741: A rendek felajánlják „életüket és vérüket” (Vitam et sanguinem) Mária Teréziáért
- 1751: A bánsági határőrvidék megszervezése
- 1754: Mária Terézia bevezeti a birodalomban a kettős vámrendszert
- 1764: A mádéfalvi veszedelem – a székely felkelés leverése
  - Nagyarányú székely kivándorlás Moldvába
- 1764–65: Pozsonyi országgyűlés
- 1765: Mária Terézia felfüggeszti a rendi országgyűlés működését. Erdélyt nagyfejedelemség rangjára emeli.
- 1767: Úrbéri rendelet, melynek célja a jobbágyok jobb állami adóképességének biztosítása
- 1769: Kempelen Farkas: a Török nevű legendás sakkozógépe
- 1777: Ratio Educationis – tanügyi rendelet, amely szabályozza a magyar közoktatást
- 1777: A Nagyszombati Egyetem Budára költözik, majd 1783-ban Pestre
- 1780: Pozsonyban megjelenik az első magyar nyelvű hírlap, a Magyar Hírmondó.
- 1780–1790: II. József császár uralkodása ("a kalapos király")
  - Kísérlete a felvilágosult abszolutizmus központosított intézményrendszerének bevezetésére a Habsburg Birodalomban. A próbálkozás a konzervatív magyar rendek ellenállásán megbukik.
  - 1781: Türelmi rendelet – szabad vallásgyakorlást és hivatalviselést biztosít egyes felekezeteknek
  - 1783: Rendelet a zsidók szabad költözködési jogáról
  - 1785: Jobbágyrendelet – lehetővé teszi a jobbágyok szabad költözését
- 1784: Erdélyi parasztfelkelés
- 1784–1787: Az első teljes körű népszámlálás Magyarországon
- 1788: A Habsburg-birodalom belép az oroszok mellett a törökellenes háborúba.
- 1790: Megalakul az első magyar színtársulat Budán
- 1790: II. József a halála előtt – három kivételével – visszavonja rendeleteit
- 1790–1792: II. Lipót uralkodása
- 1792: Ferenc király uralkodásának kezdete (vége 1835)
- 1794: Martinovics Ignác vezetésével a jakobinus mozgalom
  - 1795: A budai Vérmezőn kivégzik Martinovics Ignácot és a magyar jakobinus mozgalom vezetőit

### Európa

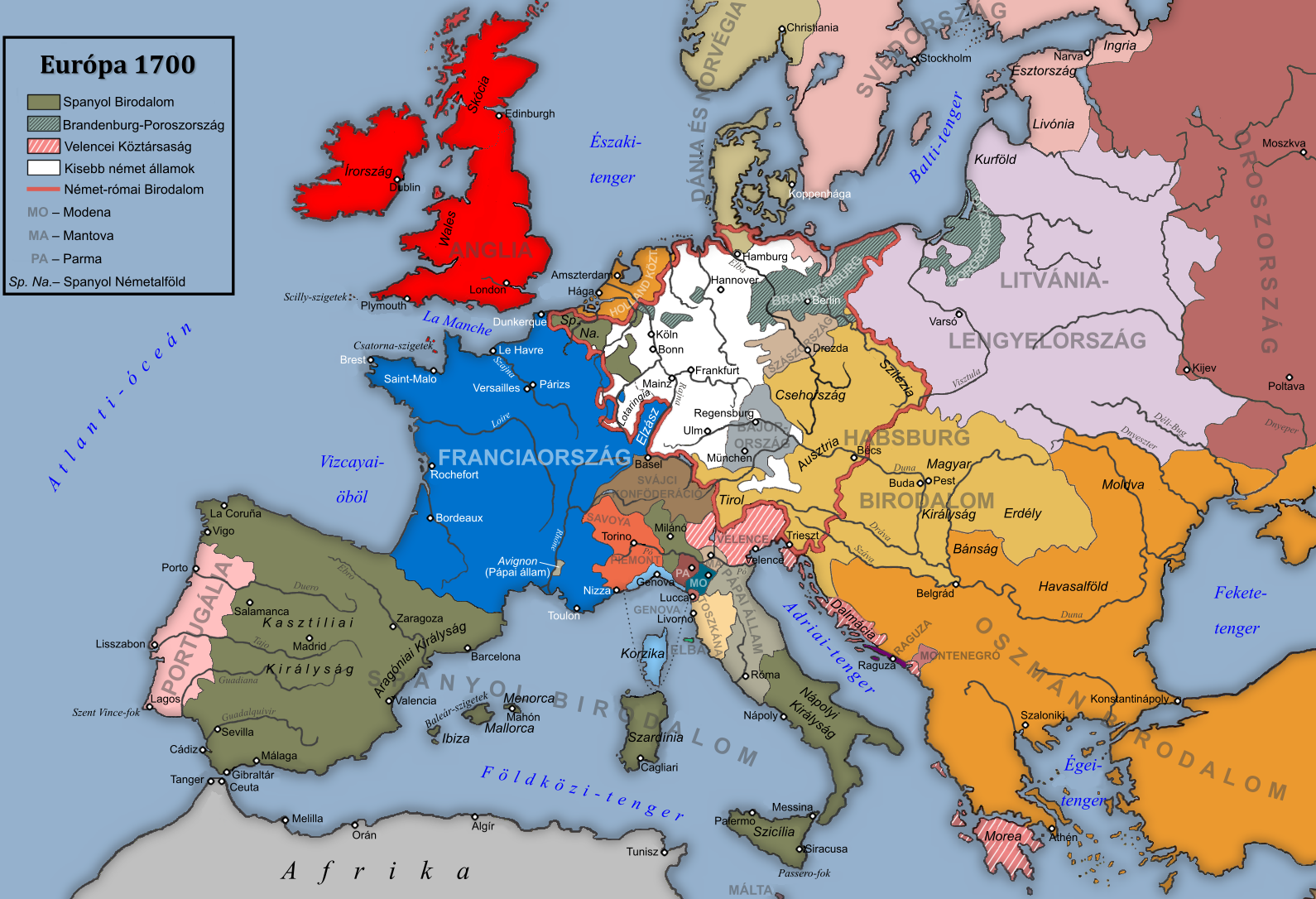
Európa a 18. század elején

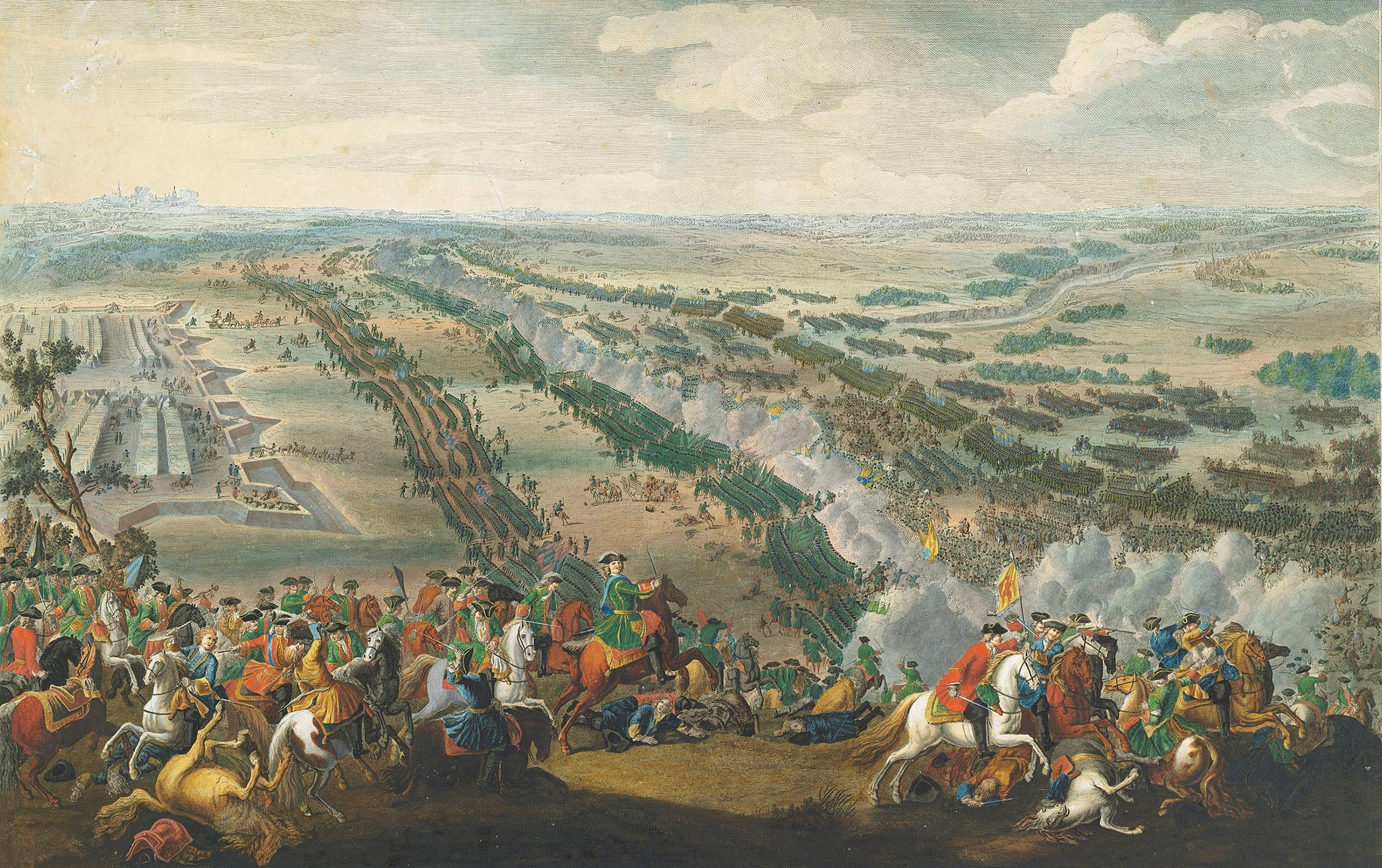
A poltavai csata után Oroszország európai nagyhatalommá vált

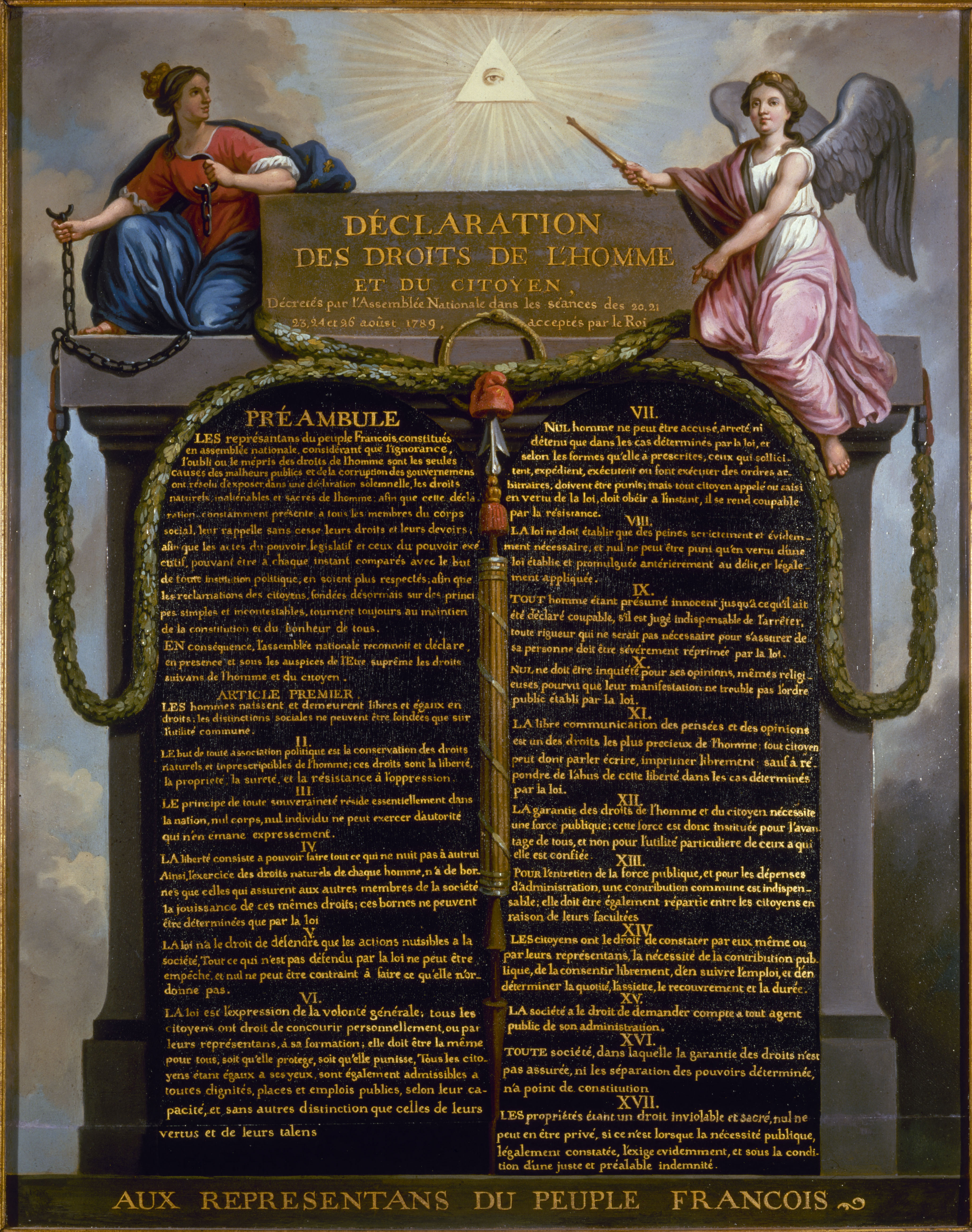
Az Emberi és polgári jogok nyilatkozata,
a Tízparancsolat kőtáblái formájában

A nagy francia forradalom kezdete:
a Bastille ostroma, 1789. július 14.

- 1701: III. Frigyes brandenburgi választófejedelem porosz királlyá koronáztatja magát (→ I. Frigyes). Nagyszabású építkezései megrendítik az államháztartást.
- 1702–1704: A camisard-ok (wd) (hugenotta parasztok) felkelése Franciaországban. Leveréséhez jelentős haderőt kell bevetni.
- 1701–14: A spanyol örökösödési háború
  - A spanyol Habsburg-uralom vége (utrechti béke, 1713. és rastatti béke, 1714)
- 1700–21: Nagy északi háború. Svédország kihull az európai nagyhatalmak sorából és új vezető hatalomként Oroszország kezd megjelenni.
  - 1703: Szentpétervár alapítása
  - 1709: Poltavai csata: döntő fordulat az északi háborúban
  - 1721: Aláírják a nystadi békét, amelynek értelmében Svédország jelentős területi engedményeket tesz Oroszországnak. Az Orosz Birodalom alapítása.
- 1707: Életbe lép az Acts of Union, Anglia és Skócia egyesülése. Megszületik Az Egyesült Királyság (Nagy-Britannia).
- 1711: Moldva és Havasalföld, amelyek az orosz–török háborúban a cár támogatását kérték, megtorlásul elveszítik függetlenségüket
- 1713–1740: I. Frigyes Vilmos porosz király. Fő programja a hadsereg fejlesztése; létrehozza Európa legjobban felszerelt és kiképzett hadseregét.[1]
- 1714: Nagy-Britanniában Anna királynő halála után I. György hannoveri választófejedelem lép trónra. Hannover 1837-ig perszonálunióban marad Angliával, ami befolyásolja az uralkodóház kontinentális politikáját.
- 1715: Franciaország: XIV. Lajos király halála. Háborúkban kimerült országot, óriási államadósságot hagy örökségül dédunokájára, XV. Lajosra. (XV. Lajos uralkodásának vége: 1774)
- 1718–1720: A négyes szövetség háborúja Spanyolország ellen.
- 1733–1738: Lengyel örökösödési háború, amely Lengyelországon kívül Észak-Itáliára és a Rajna-vidékre is kiterjed
- 1735–1739: Orosz–osztrák–török háború
- 1740–1748: Osztrák örökösödési háború
- 1740–1786: II.(Nagy) Frigyes porosz király. Az apja által teremtett hadsereg birtokában hódító politikát folytat. Meghódítja Sziléziát (1742), a hétéves háborúban sikeresen száll szembe a nagyhatalmak koalíciójával, végül kieszközöli Lengyelország első felosztását (1772), ami által sikerül területileg egyesítenie állama két fő részét, Brandenburgot és Poroszországot.
- 1755: Lisszaboni földrengés
- 1756: A francia flotta elfoglalja Menorca szigetét az angoloktól. Kirobban az angol-francia háború, amely a hétéves háborúval párhuzamosan folyik, és amelyben Franciaország elveszti csaknem valamennyi tengerentúli birtokát.
- 1756–1763: A hétéves háború, a század legnagyobb katonai konfliktusa
  - 1763: A hubertusburgi béke lezárja a háborút
  - 1763: Párizsi béke, amely biztosítja Nagy-Britannia számára Észak-Amerika és India gyarmatosításában a vezető szerepet
- 1762: II. (Nagy) Katalin lép az orosz trónra (1796-ig uralkodik). Uralkodása alatt megerősödik Oroszország
- 1766: I. Szaniszló lengyel király halálával Lotaringia a bécsi béke értelmében Franciaországhoz kerül
- 1768: A Genovai Köztársaság eladja az uralma ellen lázongó Korzikát Franciaországnak
- 1768–74: Orosz-török háború
- 1769: Nagy-Britanniában megkezdődik az ipari forradalom - a modern gőzgép megalkotásától számítjuk az ipari forradalom kezdetét.
- 1772: Lengyelország első felosztása
- 1773–74: Nagyarányú kozák- és jobbágyfelkelés a Volga-vidéken Pugacsov vezetésével. A cári csapatok leverik.
- 1774: A kücsük-kajnardzsi békében Oroszország megkapja a hőn áhított fekete-tengeri kijáratot és a Kercs-félszigetet, a török szultán elismeri az addig a fennhatósága alatt álló Krími Tatár Kánság függetlenségét.
- 1783: Oroszország annektálja a Krími Tatár Kánságot. 
  - Patyomkin, Katalin cárnő kegyence irányításával megindul a csaknem lakatlan dél-orosz területek betelepítése. Szevasztopolt flottabázissá építik ki.
- 1780-as évek: A nyakék-per, a francia udvar nevezetes botránya erősíti a közvélemény monarchiaellenes hangulatát.
- 1788: Franciaországban a rossz termés mezőgazdasági válságot okoz, ami szintén hozzájárul a forradalmi helyzet érlelődéséhez. A kormány rendeleti úton megfosztja a parlamentet kiváltságos helyzetétől, aminek nyomán országszerte tömegmozgalmak lángolnak fel, röpiratok ezrei követelik az önkényuralom megszüntetését.[2]
- 1789–1799: Francia forradalom – megindul a harc a polgári és az abszolutista érdekcsoportok között
  - 1789: a Bastille ostroma
  - 1789: Az Emberi és polgári jogok nyilatkozatának kiadása
  - 1789: Az Alkotmányozó Nemzetgyűlés eltörli a feudális előjogokat.
  - 1792: a jakobinus terror
  - A francia direktórium felállítása
  - 1799: Bonaparte Napóleon tábornok államcsínnyel átveszi a hatalmat Franciaországban
- 1792–1797: Első koalíciós háború a Francia Köztársaság és más államok között a francia polgári forradalom elfojtására
- Lengyelország: 
  - 1788–1792 a nagy szejm ülésezése, korszakos jelentőségű országgyűlése
  - 1791: Május 3-i Alkotmány – Európa első modern, kartális alkotmánya
  - 1794: Kościuszko-féle felkelés az Orosz Birodalom ellen
  - 1795: az ország három részre osztása Oroszország, Poroszország és Ausztria között
- 1797: A Genovai és Velencei Köztársaság vége
- 1798: Francia csapatok szállják meg a pápai államot és Svájcot
- 1799: A napóleoni háborúk kezdete
  - 1800: A marengói csatában Napóleon csapatai vereséget mérnek az osztrákokra.

#### Egyéb események

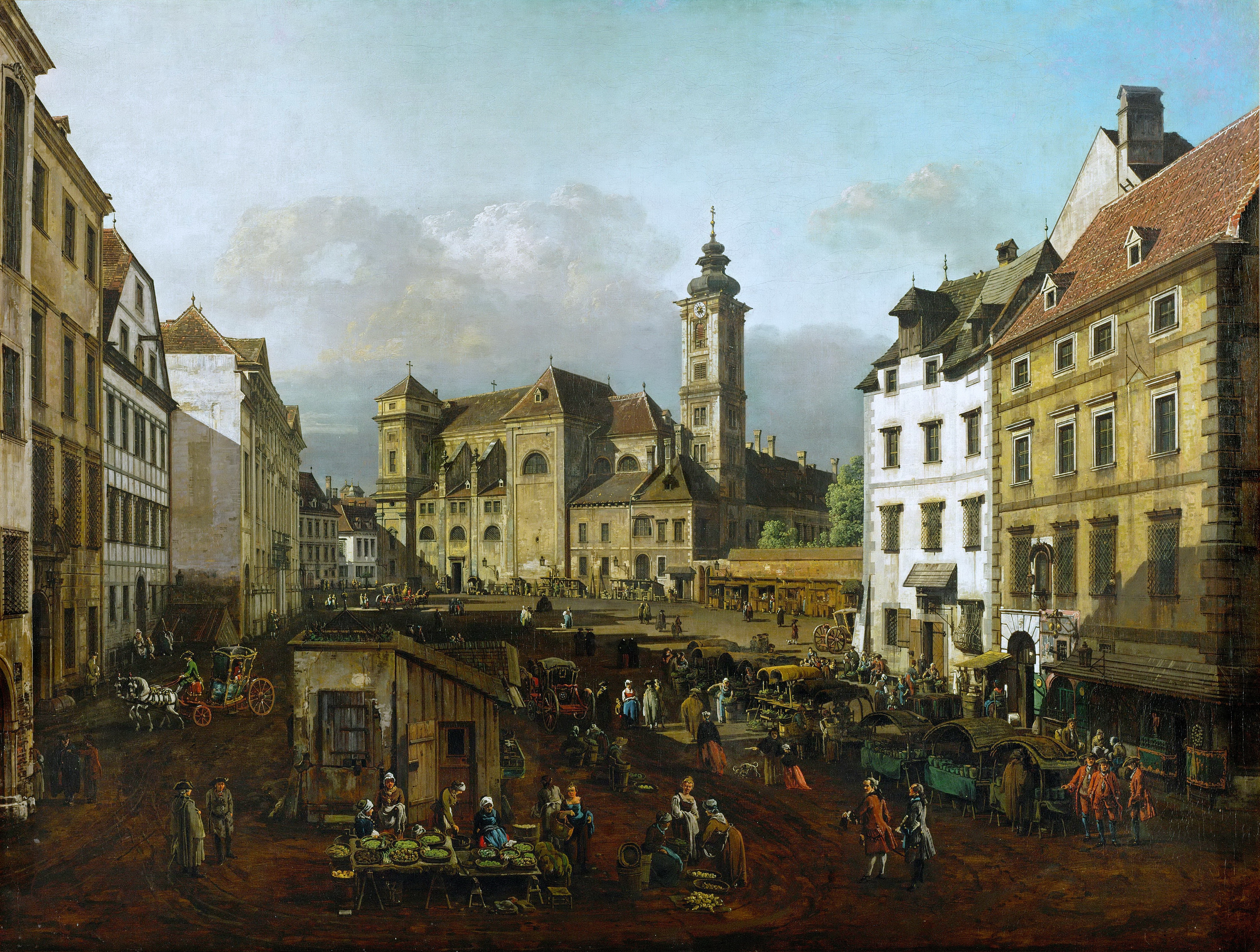
Bernardo Bellotto: A Freyung-tér Bécsben a 18. század közepén

- 1717: Londonban megalakul az első szabadkőműves páholy. A mozgalom a század folyamán egész Európában elterjed.
- 1700–1750 k.: Mezőgazdasági forradalom Angliában: áttérés a nyomásos földművelésről a váltógazdaságra. A burgonya-, cukorrépa- és takarmánytermesztés elterjedése, meghonosodik az istállózó állattartás, kertművelés, tehenészet.[3] A mezőgazdasági újítások a század folyamán fokozatosan elterjednek Európa fejlettebb, nyugati területein. A változást mindenhol a népesség számának ugrásszerű növekedése követi.[3]
- 1700–1740 k.: A barokk építészet virágkora Ausztriában
- A felvilágosodás eszmeáramlata a filozófiában és az irodalomban
- Az állami politikába való beavatkozás miatt kiűzik a jezsuitákat a dél-amerikai spanyol gyarmatokról, Spanyolországból és Portugáliából
- A „sapkások és kalaposok harca” Svédországban
- 1709: Giuseppe Torelli olasz zeneszerző hegedűconcertói, az első ránk maradt szólóversenyművek
- 1710: George Berkeley angol filozófus: Tanulmány az emberi megismerés alapelveiről
- 1735: Carl von Linné svéd orvos, természettudós Systema naturae c. művében megalkotja a máig használatos növényrendszertant.
- 1748: Megjelenik Montesquieu A törvények szelleme c. műve, a francia felvilágosodás korának első nagy hatású alkotása. 
  - 1751-ben követi az Enciklopédia első kötete, 1762-ben pedig Rousseau fő műve, a Társadalmi szerződés.
- Voltaire megjelenteti a Filozófiai levelek című művét (1733), majd a Filozófiai ábécét (1764)
- Károly Tivadar választófejedelem. Mannheimi udvara a 18. sz. közepén a német zenei élet központja 1777-ig, amikor a fejedelem a bajor trónt is megörökli, és Münchenbe teszi át a székhelyét.[4]
- 1750 körül: a kis jégkorszak csúcspontja
- 1776: Megjelenik Adam Smith: A nemzetek gazdagsága című, a közgazdaságtan történetének első rendezett műve
- 1781: Megjelenik Immanuel Kant, a königsbergi egyetem filozófiaprofesszorának fő műve, A tiszta ész kritikája[5]
- 1781: Mozart Bécsbe költözik. 
  - A három nagy klasszikus mester: Mozart, Haydn és utóbb Beethoven idején a császárváros az európai zenei élet központja.

### Amerika
- 1713: Erőteljes francia terjeszkedés a Mississippi völgyében és a Saskatchewan medencéjében
- 1718: A franciák a Floridából kiinduló spanyol terjeszkedés ellen megalapítják New Orleanst
- 1720: A spanyolok megszállják a mai Texas területét, hogy megakadályozzák a francia terjeszkedést
- 1756–1763: Hétéves háború
  - Franciaország elveszti gyarmatainak nagy részét. A britek elhódítják a franciáktól Kanadát
  - 1763: A párizsi béke alapján Louisiana keleti fele brit, nyugat fele spanyol kézre kerül
- 1763-as királyi proklamáció – célja a brit észak-amerikai birodalom megteremtése és az őslakosokkal való viszony rendezése
- 1765 körül ellenállási mozgalom bontakozik ki az észak-amerikai gyarmatokon az angol uralom ellen
- 1773: Bostoni teadélután – az amerikai függetlenségi háború kitörésének közvetlen előzménye
- 1775–1783: Amerikai függetlenségi háború
  - 1776: A tizenhárom gyarmat megalakítja az Amerikai Egyesült Államokat. Az Államok függetlenségi nyilatkozatának kiadása.
  - 1783: Nagy-Britannia elismeri az Egyesült Államok függetlenségét
- 1780: A perui indiánok szabadságharca a spanyolok ellen
  - 1783: A spanyolok  teljesen felszámolják a felkeléseket.
- 1785–95: Északkeleti indián háború az Amerikai Egyesült Államok és az őslakó indián törzsek között
- 1789: Az Amerikai Egyesült Államok alkotmánya jogerőre emelkedik. George Washington az Amerikai Egyesült Államok első elnöke lesz.
- 1800: A spanyolok átadják Louisianát a franciáknak

### A világ többi része

A perzsa Afsárida Birodalom legnagyobb kiterjedése idején, a 18. században

- 1722: Iránban az afgán törzsek felkelése megdönti a Szafavidák államát.
  - A belső zavarokat kihasználva I. Péter orosz cár 1723-ban elfoglalja Bakut és a Kaszpi-tenger déli partját, az oszmánok pedig Irán nyugati tartományait.
  - 1736: Nádir kán türkmén vezér elfoglalja a perzsa trónt, miután 1729-ben kiűzte az afgánokat, és orosz szövetségben visszahódította az oszmánoktól megszállt területeket. Anna cárnő is visszabocsátja I. Péter perzsiai hódításait.
  - 1747: Nádir sah meggyilkolása. Perzsia független kánságokra bomlik fel, amelyek csak a század végén egyesülnek újra.
- 1748–1760: Angol–francia hatalmi harc Indiáért
  - 1760: A brit uralom kezdete Indiában
  - Az angolok elfojtják az indiai felkeléseket Bengáliában
- Csien-lung kínai császár uralma alatt (1735–1796) eléri csúcspontját a mandzsu Csing-dinasztia
  - A kínai birodalom nyugati terjeszkedése során fokozatosan megszállja Tibetet (1720–1751), majd Dzsungáriát és a Tarim-medencét (1756–57), 1790 körül pedig Nepálra is kiterjeszti fennhatóságát.
- 1757: Kanton kivételével minden kínai kikötőt elzárnak a külföldi kereskedők előtt
- Franciaország elveszti gyarmatainak nagy részét
- Indonézia holland, a mai Malajzia fejedelemségei lassan angol gyarmattá válik
- 1768: A mamelukok (az egyiptomi uralkodó osztály) lázadása a török uralom ellen
  - 1773: A mamelukok (az egyiptomi uralkodó osztály) lesznek Egyiptom tényleges urai
- 1768–1779: Az angol James Cook három utazásán bejárja a Csendes-óceán alig ismert déli vizeit. Felfedezi (ill. újra felfedezi) Új-Zélandot (1769), Ausztrália délkeleti partvidékét (1770), Óceánia számos szigetét, majd a Hawaii-szigeteket (1778).
- 1787: Nyugat-Afrikában Sierra Leone angol gyarmat alapítása
- 1788: Az első brit település létrehozása Ausztráliában (Sydney)
- 1795: Megkezdődik Afrika belső területének feltárása
  - A britek megjelennek Dél-Afrikában és elhódítják Kaapstadt gyarmatot a hollandoktól.
  - A britek kiszorítják a hollandokat Sri Lanka (Ceylon) szigetéről
- 1798: Piramisok csatája – Napóleon legyőzi az egyiptomi–török sereget

## Találmányok, felfedezések
- Stahl hallei professzor flogisztonelmélete  előrelendíti a kémiát
- A szövőgép, a fűrészgép, a gőzgép (1769) és a gőzhajó feltalálása
- Nicolas-Joseph Cugnot gőzgéppel hajtott kocsija (az automobilok őse; 1769)
- A Montgolfier fivérek hőlégballonos repülése (1783)
- Az ejtőernyő feltalálása
- A villámhárító (1749), higanyhőmérő és fénytávíró (1792) feltalálása
- Alois Senefelder feltalálja a litográfiát (kőnyomat) a nyomdászatban
- Bartolomeo Cristofori elkészíti az első zongorát (1709)
- James Hargreaves (wd) fonógépe (1764)
- Charles du Fay francia fizikus kimutatja a pozitív és a negatív elektromosság elkülöníthetőségét. (1733)
- Ewald Georg von Kleist (wd) pomerániai fizikus, lelkész feltalálja a kondenzátort (leideni palack, 1745)
- Sir William Watson (wd) felfedezi a fémek elektromos vezetőképességét. (1747)
- A francia Chappe testvérek Párizs és Lille között (230 km) egy szemaforos távíróvonalat állítanak fel (1793)
- Alessandro Volta előállítja az elektrofórt (1775), majd az első elektromos telepet (1799)
- James Cook felfedező útjai Óceániában (Csendes-óceáni szigetvilág)

## Híres személyek
| - Nagy Péter orosz cár, az Orosz Birodalom megalapítója - Nagy Frigyes porosz király - III. György angol király - Thomas Jefferson amerikai elnök, filozófus - II. József német-római császár, magyar és cseh király - Nagy Katalin, orosz cárnő - Tadeusz Kościuszko, a lengyel szabadságharc vezetője - XIV. Lajos francia király - Mária Terézia magyar és cseh királynő, német-római császárné - Maximilien de Robespierre francia forradalmár és diktátor - II. Tupac Amaru perui indián hadvezér - George Washington amerikai elnök - Johann Sebastian Bach német zeneszerző - Robert Burns skót költő - Daniel Defoe angol író - Henry Fielding angol író - Johann Wolfgang von Goethe német költő - Carlo Goldoni olasz drámaíró - Joseph Haydn osztrák zeneszerző - Georg Friedrich Händel osztrák zeneszerző - Ludwig van Beethoven német zeneszerző - Mihail Lomonoszov orosz természettudós - Wolfgang Amadeus Mozart osztrák zeneszerző - Domenico Scarlatti olasz zeneszerző - Friedrich Schiller német költő - Laurence Sterne angol író - Jonathan Swift ír író - Antonio Vivaldi olasz zeneszerző - Mary Wollstonecraft angol író - Benjamin Franklin amerikai politikus, író, fizikus, feltaláló - Rond d'Alembert francia matematikus, fizikus és filozófus - George Berkeley angol filozófus - Denis Diderot francia filozófus - Leonhard Euler svájci matematikus - Luigi Galvani olasz fizikus - Immanuel Kant német filozófus - Antoine Lavoisier francia kémikus - Carl von Linné svéd botanikus - Thomas Malthus angol közgazdász, a modern családtervezés atyja - Johann Heinrich Pestalozzi svájci pedagógus - Jean-Jacques Rousseau francia író és filozófus - Adam Smith skót filozófus és közgazdász - Voltaire francia filozófus - Montesquieu francia filozófus - Alessandro Volta olasz fizikus - James Watt skót mérnök, a gőzgép tökéletesítője - Montgolfier fivérek - Edward Jenner angol sebész, a himlőoltás feltalálója - Charles Augustin de Coulomb francia fizikus, a Coulomb-törvény megalkotója - John Wesley, a metodista vallási mozgalom alapítója - Saint-Germain gróf, misztikus - Giacomo Casanova, kalandor | - II. Rákóczi Ferenc magyar és erdélyi fejedelem - Hell Miksa, csillagász - Kempelen Farkas feltaláló, a gépi beszédelőállítás korai úttörője - Benyovszky Móric, (Móric Beňovský) szlovák-magyar földrajzi felfedező - Martinovics Ignác, a magyar jakobinus mozgalom vezére - Festetics grófi család tagjai - Esterházy család tagjai |  |

## Évek és évtizedek
Megjegyzés: A 18. század előtti és utáni évek dőlt betűvel írva.
| 1690-es évek | 1690 | 1691 | 1692 | 1693 | 1694 | 1695 | 1696 | 1697 | 1698 | 1699 |
| 1700-as évek | 1700 | 1701 | 1702 | 1703 | 1704 | 1705 | 1706 | 1707 | 1708 | 1709 |
| 1710-es évek | 1710 | 1711 | 1712 | 1713 | 1714 | 1715 | 1716 | 1717 | 1718 | 1719 |
| 1720-as évek | 1720 | 1721 | 1722 | 1723 | 1724 | 1725 | 1726 | 1727 | 1728 | 1729 |
| 1730-as évek | 1730 | 1731 | 1732 | 1733 | 1734 | 1735 | 1736 | 1737 | 1738 | 1739 |
| 1740-es évek | 1740 | 1741 | 1742 | 1743 | 1744 | 1745 | 1746 | 1747 | 1748 | 1749 |
| 1750-es évek | 1750 | 1751 | 1752 | 1753 | 1754 | 1755 | 1756 | 1757 | 1758 | 1759 |
| 1760-as évek | 1760 | 1761 | 1762 | 1763 | 1764 | 1765 | 1766 | 1767 | 1768 | 1769 |
| 1770-es évek | 1770 | 1771 | 1772 | 1773 | 1774 | 1775 | 1776 | 1777 | 1778 | 1779 |
| 1780-as évek | 1780 | 1781 | 1782 | 1783 | 1784 | 1785 | 1786 | 1787 | 1788 | 1789 |
| 1790-es évek | 1790 | 1791 | 1792 | 1793 | 1794 | 1795 | 1796 | 1797 | 1798 | 1799 |
| 1800-as évek | 1800 | 1801 | 1802 | 1803 | 1804 | 1805 | 1806 | 1807 | 1808 | 1809 |